# Băile Herculane
Băile Herculane (in latino Aqua Herculis, in tedesco Herkulesbad, in ungherese Herkulesfürdő) è una città della Romania di 6092 abitanti, ubicata nel distretto di Caraș-Severin, nella regione storica del Banato.
Fa parte dell'area amministrativa anche la località di Pecinișca.

## Storia
La città presenta testimonianze di insediamenti che risalgono al Paleolitico. Una grotta scoperta nella zona, detta Peștera Hoţilor (Grotta dei ladri), presenta diversi livelli, tra cui uno del periodo Musteriano, uno del Mesolitico e alcuni del Neolitico.
Băile Herculane era nota per le sue acque termali in epoca romana e deve il suo nome ad una leggenda secondo la quale Ercole si fermò nella valle per prendere un bagno e riposarsi. Sono state ritrovate sei statue di epoca romana raffiguranti Ercole: la copia in bronzo di una di queste, realizzata nel 1874, si trova ancora nel centro cittadino a simboleggiare la città.

## Le terme moderne
Lo sviluppo del turismo termale nella città in epoca recente risale alla dominazione austroungarica, quando veniva visitata da molti nobili provenienti dall'Europa occidentale: l'imperatore Francesco Giuseppe e la moglie Elisabetta avevano entrambi un padiglione personale alle terme.
Lo sviluppo divenne massiccio durante il regime comunista, con la costruzione di grandi alberghi frequentati soprattutto da pensionati che utilizzavano buoni-vacanza erogati dallo Stato.
Oggi le terme di Băile Herculane sono ancora assai rinomate per le loro acque, che sgorgano da 8 sorgenti a temperature tra 48 e 67 °C: la mineralizzazione, ricca di fluoro, zolfo, sodio, calcio e magnesio (con contenuti che vanno da 0,6 a 7 g/l) ed anche per l'aria con ionizzazione negativa.

## Collegamenti esterni

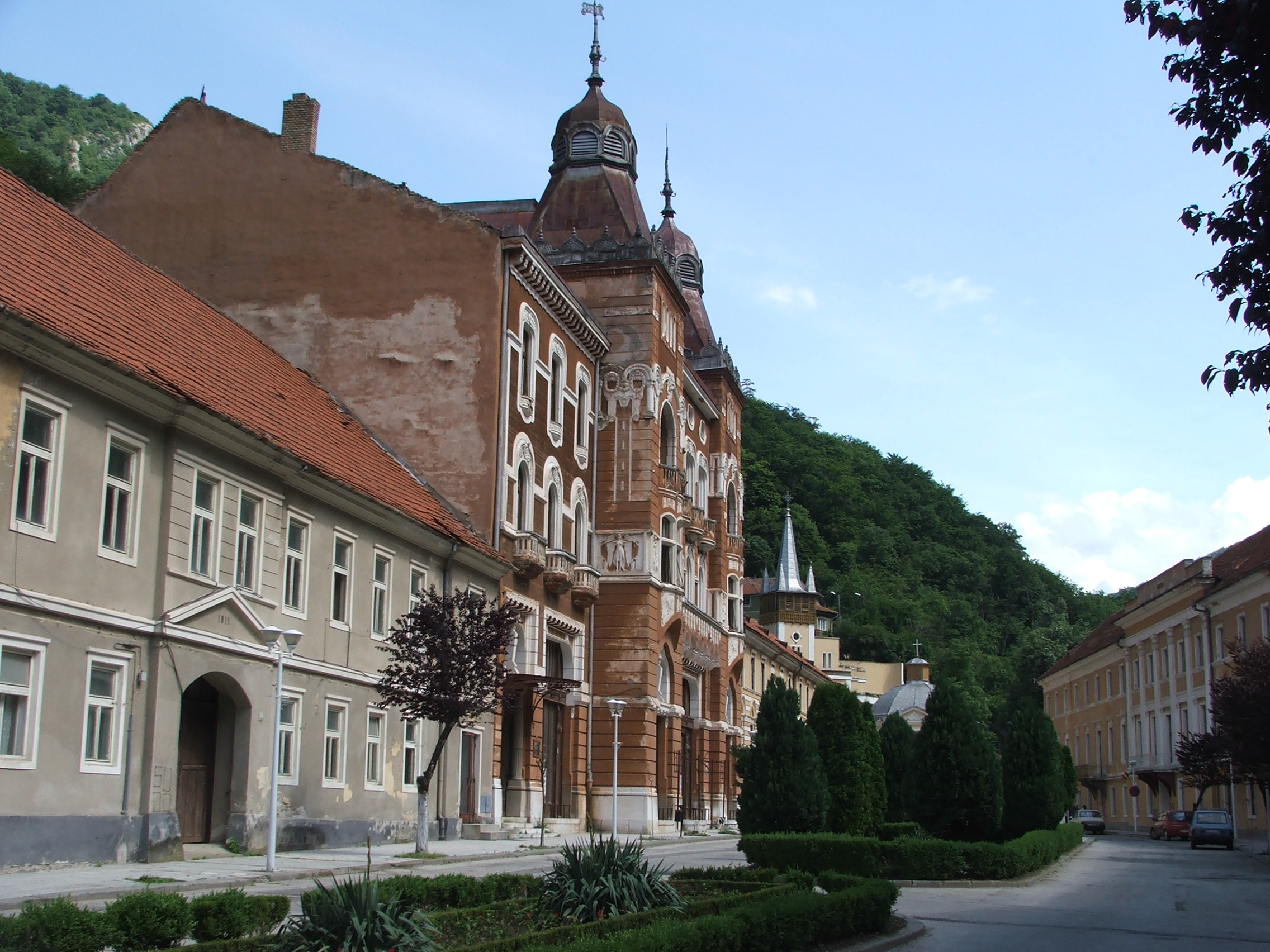
Ex albergo di epoca austroungarica